# SMS Moltke (1911)
El SMS Moltke fue un crucero de batalla (Schlachtkreuzer, en alemán) de la clase Moltke de la Armada Imperial Alemana, que recibía su nombre en memoria del general alemán Helmuth von Moltke. El buque fue el segundo crucero de batalla de la Armada Imperial, y fue dado de alta el 30 de septiembre de 1911.
El buque participó en algunas de las principales acciones navales de la Hochseeflotte (Flota de Alta Mar) alemana durante la Primera Guerra Mundial, incluyendo la Batalla de Jutlandia en 1916. El Moltke encontró su fin —junto al resto de los cruceros de batalla alemanes supervivientes al final de la contienda— cuando fue echado a pique por su tripulación junto con el resto de buques de la Flota de Alta Mar en Scapa Flow en 1919 durante su internamiento tras el Armisticio.

## Desarrollo
En mayo de 1907, la oficina naval alemana decidió continuar el desarrollo del Von der Tann agrandando el diseño. Se decidió aumentar el número de cañones de la artillería principal a 10, manteniendo su calibre, aumentó también el blindaje con respecto al Von der Tann, con una velocidad máxima de diseño de 24,5 nudos (que finalmente fueron 28).
Se firmaron los contratos con Blohm & Voss bajo los nombres de "Crucero G" y "Crucero H". Blohm & Voss recibió ambos contratos en 1909, aunque su construcción fue asignada al periodo 1908 - 1909 Moltke, mientras que la construcción de su gemelo, el Goeben, se realizó entre 1909 y 1910. El "Crucero G" fue dado de alta el 30 de septiembre de 1911, con el nombre de SMS Moltke.

## Diseño

### Dimensiones y maquinaria
El Moltke tenía una eslora de 186,6 metros, una manga de 30,0 y un calado de 9,2 metros a plena carga. El desplazamiento del buque, era de 22.616 toneladas estándar y 25 300 a plena carga. El Moltke se movía gracias a cuatro hélices movidas por turbinas parsons, que recibían el vapor de 24 calderas Schulz-Thornycroft, lo que le daba una potencia total de 52 000 CV y una velocidad máxima de combate de 25,5 nudos. Sin embargo, en sus pruebas de mar llegó a los 85 780 CV, con una velocidad máxima de 28,4 nudos.

### Armamento
El armamento fue aumentado a 10 cañones de 280 mm (11”) en cinco torres gemelas, de las cuales una se situaba a proa, dos a 
popa de manera superpuesta y las dos restantes se situaban una en cada banda. Inicialmente las torres permitían una elevación de 13° para un alcance máximo de 18 100 metros, aunque en 1916 se le dotó de los mecanismos necesarios para permitir una elevación de 16°, que permitían un alcance de 19 100 metros. El buque podía transportar un total de 810 proyectiles de 280 mm.
El armamento secundario consistía en doce piezas de 150 mm (5,9”), e inicialmente doce piezas de 88 mm (3,45”), que luego fueron retiradas y substituidas por cañones del mismo calibre antiaéreos en su superestructura. El buque también portaba cuatro tubos lanzatorpedos de 500 mm, uno a proa, otro a proa y los dos restantes, uno a babor y otro a estribor, con un total de 11 torpedos almacenados.

### Blindaje
El nivel de protección de la clase Moltke se incrementó respecto al Von der Tann, hasta los 100 mm en la parte delantera de su cinturón blindado, 270 mm en la zona central y 100 en la parte posterior. Las casamatas estaban protegidas por 150 mm verticalmente y 35 mm en sus cubiertas. La torre de mando estaban protegidas por espesor de entre 350 y 200 mm, las torres, por 230 mm el frontal, 180 los laterales y 90 la cubierta. El blindaje de la cubierta era de 50 mm al igual que los bulgues antitorpedo. En áreas menos críticas, su blindaje era de 30 mm. Al igual que el Von der Tann, el blindaje era acero Krupp cementado y niquelado.

## Historial de servicio

### Preguerra

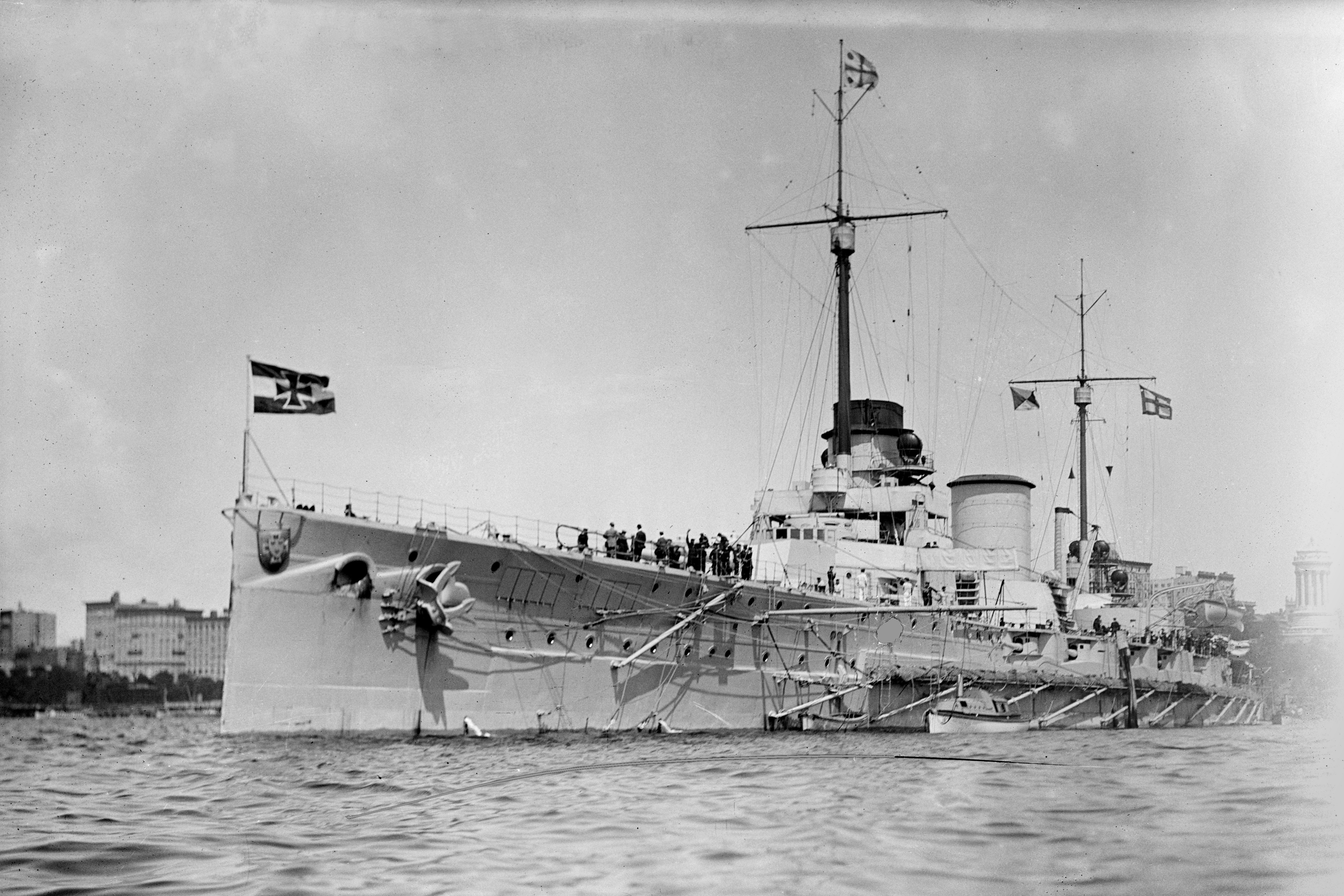
El SMS Moltke en su visita a Nueva York en 1912.

El 7 de abril, Helmuth von Moltke (el Joven) apadrinó el bautizo del buque que llevaba su nombre en honor a su tío. El 30 de septiembre, el buque fue dado de alta y reemplazó al SMS Roon en la unidad de reconocimiento.
Fue el primer y único buque capital que visitó los Estados Unidos. El 11 de mayo de 1912 abandonó Kiel, acompañado de los cruceros ligeros SMS Stettin y Bremen, arribando a Hampton Roads (Virginia) el 30 de mayo de 1912. Tras un recorrido por la costa este de dos semanas, retornó a Kiel el 24 de junio.
En julio de 1912, el Moltke escoltó al yate del Káiser a Rusia. A su regreso, el Moltke fue designado como buque insignia de la fuerza de reconocimiento, hasta el 23 de junio de 1914 cuando su comandante, transfirió su insignia al nuevo crucero de batalla Seydlitz. El Moltke iba a ser transferido al mar Mediterráneo como reemplazo de su gemelo, el Goeben, pero estos planes se interrumpieron con el inicio de la Primera Guerra Mundial.

### Primera Guerra Mundial
Al igual que todos los buques capitales alemanes, durante la Primera Guerra Mundial sus acciones fueron limitadas. En noviembre y diciembre de 1914, el SMS Moltke junto al Seydlitz bombardeó las ciudades de Great Yarmouth y Hartlepool. En su retorno, escaparon de una fuerza naval británica superior gracias a las malas condiciones climatológicas. El 24 de enero de 1915, al mando del vicealmirante Franz von Hipper en la batalla del banco Dogger, donde infligió daños graves al buque insignia del vicealmirante David Beatty, el HMS Lion.
El 19 de agosto de 1915 durante la batalla del golfo de Riga recibió un torpedo lanzado desde un submarino británico de la clase E, el HMS E1, pero los daños recibidos fueron menores.
Posteriormente tomó parte en la Batalla de Jutlandia (31 de mayo - 1 de junio de 1916), como parte de la primera escuadra exploradora del vicealmirante Hipper, impactando en 9 ocasiones en el HMS Tiger en los primeros 12 minutos del combate, y otros 4 impactos sobre el mismo buque en la siguiente media hora. El Moltke recibió así mismo 4 impactos, todos de 381 mm (15”). Cuando el SMS Lützow (buque insignia de Hipper) fue dañado, el almirante trasladó su insignia al Moltke. Tuvo un total de 16 muertos y 20 heridos al recibir el primer impacto, el cual destruyó el montaje número 5 de 150 mm.
Entre septiembre y octubre de 1917, el buque tomó parte en la Operación Albión para dar soporte a la invasión de las islas rusas de Ösel, Dagö y Moon (actualmente Estonia). Tras la operación en el Báltico, el Moltke fue separado para dar apoyo al segundo grupo de reconocimiento (II AG), por lo que su participación en la segunda Batalla de Heligoland fue marginal.
El 23 de abril de 1918, el SMS Moltke sufrió daños graves en su maquinaria durante un intento de atacar un convoy británico en las costas noruegas. Mientras era remolcado por el acorazado SMS Oldenburg fue torpedeado por el submarino británico HMS E42. Aunque pudo llegar a puerto a salvo, embarcó 2100 toneladas de agua. Las reparaciones no se completaron hasta agosto de 1918.

### Destino
Tras el final de la guerra, fue internado en Scapa Flow y echado a pique por su tripulación el 21 de junio de 1919 junto con el resto de la Flota de Alta Mar, para impedir que la misma fuera repartida entre los vencedores de la contienda. Fue reflotado en 1927 y desguazado en Rosyth en 1929.